# Дедюево (деревня)
Дедю́ево — деревня в Топкинском районе Кемеровской области. Входит в состав Топкинского сельского поселения.

## География
Центральная часть населённого пункта расположена на высоте 223 м над уровнем моря.

## Население
| 2010 |
| ---- |
| 136  |

### Половой состав
По данным Всероссийской переписи населения 2010 года, в деревне Дедюево проживало 136 человек (74 мужчины, 62 женщины).